# Manuel Augusto Montes de Oca
Manuel Augusto Montes de Oca Varela (Buenos Aires, 26 de junio de 1867 - ibíd., 27 de enero de 1934) fue un abogado y político argentino que ejerció como ministro del Interior y de Relaciones Exteriores de la República Argentina en los primeros años del siglo XX.

## Biografía
Hijo de Juan José Montes de Oca, nieto del médico Juan José Montes de Oca y de Natalia Rosa Varela Cané, hija del líder unitario Florencio Varela; su tío Mariano Adrián Varela, fue canciller de su país y otro tío, Manuel Augusto Montes de Oca, ocupó el mismo cargo durante la presidencia de Nicolás Avellaneda.
Estudió derecho en la Universidad de Buenos Aires, recibiéndose de abogado en 1888. Fue profesor de historia en el Colegio Nacional de Buenos Aires y de derecho constitucional en la Universidad de Buenos Aires. Fue director de importantes empresas como el Ferrocarril Central Córdoba y el Banco El Hogar Argentino.
Fue cónsul en Gran Bretaña durante el período 1899-1903, período en que el conflicto de límites con Chile estuvo en el centro de la atención del país y requirió la búsqueda de apoyos externos para su país. Representó a su país en la ceremonia de coronación del rey británico Eduardo VII.
El 15 de marzo de 1906, pocos días después del fallecimiento del presidente Manuel Quintana, su sucesor José Figueroa Alcorta lo nombró Ministro de Relaciones Exteriores. Solucionado el grave diferendo con Chile por medio del Tratado General de Arbitraje de 1902, su tarea estuvo centrada en la promoción de las relaciones pacíficas con los países europeos.
Entre julio y septiembre de ese mismo año de 1906 ocupó interinamente el Ministerio del Interior y, tras la breve gestión de Joaquín V. González, lo ocupó en forma titular en el mes de noviembre, para lo cual presentó su renuncia al Ministerio de Relaciones Exteriores. Fue uno de los mentores de la ley que otorgaba la amnistía a los líderes militares de la Revolución radical de 1905. En septiembre del año siguiente, superado por la expansión de las manifestaciones socialistas y anarquistas, presentó su renuncia al cargo.
Posteriormente continuó en el servicio exterior, representando a su país ante el gobierno del Brasil y en la Conferencia Panamericana de Buenos Aires de 1912.
Falleció en Buenos Aires el 27 de enero de 1934.